# Hans Eberling
Hans Eberling (* 11. März 1905 in Weimar; † 25. Januar 1982 in Gera) war ein deutscher SPD, KPD- und SED-Funktionär.

## Leben
Eberling entstammte gleich seinem älteren Bruder Willy Eberling einer Handwerkerfamilie. Nach dem Besuch der Volksschule begann er eine Lehre zum Holzbildhauer, die er aus finanziellen Gründen abbrach. 1919 trat er der Sozialistischen Arbeiterjugend bei, deren Vorsitzender er 1928 nach dem Besuch der Sozialistischen Heimvolkshochschule von Tinz wurde. 1920 wurde er Mitglied im Deutschen Holzarbeiterverband. Von 1930 bis 1933 war er SPD-Sekretär in Gera und Nordhausen. 1932 wurde er zum Reichsparteitag der SPD delegiert.
Zu Beginn der nationalsozialistischen Diktatur entzog er sich der Verhaftung durch eine ausgedehnte Reise. Er arbeitete dann als selbständiger Zeichner und unterstützte den Widerstand gegen den Nationalsozialismus in der Gruppe Nehrling-Eberling. 1938 wurde er vorübergehend verhaftet. Während des Zweiten Weltkrieges musste er zur Wehrmacht einrücken.
Nach der Befreiung vom Nationalsozialismus 1945 holte ihn Werner Eggerath als Sekretär in die KPD-Bezirksleitung. Im November gehörte er zu den Mitgliedern der „Sechziger-Konferenz“, die die Zwangsvereinigung von SPD und KPD beschloss. Nach der Vereinigung wurde er Sekretär des SED-Landesvorstands. Ab Herbst 1947 fungierte er als stellvertretender SED-Landesvorsitzender von Thüringen. Auch in der Volkskongress-Bewegung arbeitete er mit und wurde 1949 ihr Vorsitzender. 1950 wechselte er in die Landesleitung des FDGB. Von 1952 bis 1963 arbeitete er als Sekretär für Wirtschaft und Kultur bei der SED-Bezirksleitung Gera.
1975 erhielt Eberling den Vaterländischen Verdienstorden in Gold.